# Saint-Martin-des-Champs (Finistère)
Pour les articles homonymes, voir Saint-Martin-des-Champs.
Saint-Martin-des-Champs [sɛ̃ maʁtɛ̃ dɛ ʃɑ̃] est une commune du département du Finistère, dans la région Bretagne, en France.
Elle est limitrophe de Morlaix, dont elle est la principale banlieue, et héberge la plupart des zones commerciales et industrielles de l'agglomération. Elle se situe à la frontière est du Léon.
Sa population s'élève à 4 707 habitants au 1er janvier 2020, ce qui en fait la 3e commune du territoire (communauté d'agglomération Morlaix Communauté et aire d'attraction de Morlaix) en terme démographique.
Elle se situe au croisement de deux axes majeurs à l'échelle départementale : la route nationale 12 reliant Brest et Rennes ainsi que la route départementale 58 reliant l'agglomération morlaisienne à Saint-Pol-de-Léon et Roscoff.
Elle est notamment la seule commune sans église du département, et une des deux seules de la région avec Gourhel.
Ses habitants sont les Saint-Martinois et les Saint-Martinoises.

## Géographie

### Localisation
Saint-Martin-des-Champs est située juste à l'ouest de la ville de Morlaix et est enserrée dans son agglomération, son finage étant limité à l'est par le Queffleuth et la Rivière de Morlaix et à l'ouest par la Pennélé, qui se jette dans la Rivière de Morlaix. La commune a toujours refusé les projets de fusion avec la ville de Morlaix, mais fait toutefois partie de Morlaix Communauté, nom de la communauté d'agglomération de Morlaix qui regroupe en tout 26 communes au 1er janvier 2022.

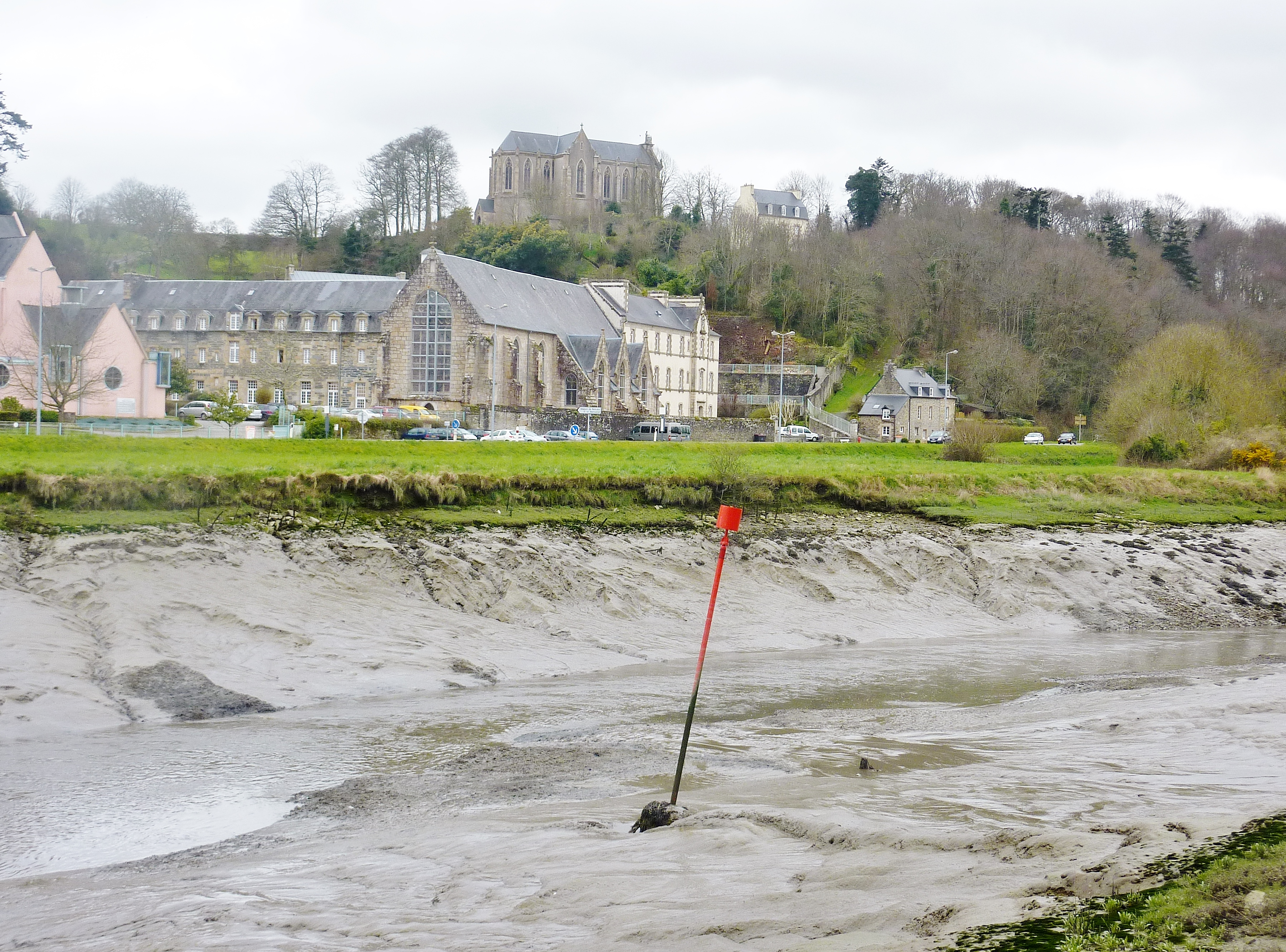
Rivière de Morlaix à marée basse.

#### Communes limitrophes
Le territoire de la commune est limitrophe de ceux de cinq communes :
| Taulé       | Taulé                   | Morlaix, Rivière de Morlaix |
| Sainte-Sève | Saint-Martin-des-Champs | Morlaix                     |
| Sainte-Sève | Pleyber-Christ          | Plourin-lès-Morlaix         |

### Hydrographie
Pour un article plus général, voir Réseau hydrographique du Finistère.
La commune est située dans le bassin Loire-Bretagne. Elle est drainée par le Jarlot, le Queffleuth, la Pennélé et divers autres petits cours d'eau,.
Le Jarlot, d'une longueur de 24 km, prend sa source dans la commune de Plougonven et se jette  dans la baie de Morlaix entre les communes de Plouezoc'h et de Taulé, après avoir traversé cinq communes.  Les caractéristiques hydrologiques du Jarlot sont données par la station hydrologique située sur la commune de Plougonven. Le débit moyen mensuel est de 0,732 m3/s. Le débit moyen journalier maximum est de 7,81 m3/s, atteint lors de la crue du 11 février 1974. Le débit instantané maximal est quant à lui de 13,2 m3/s, atteint le 3 juin 2018.

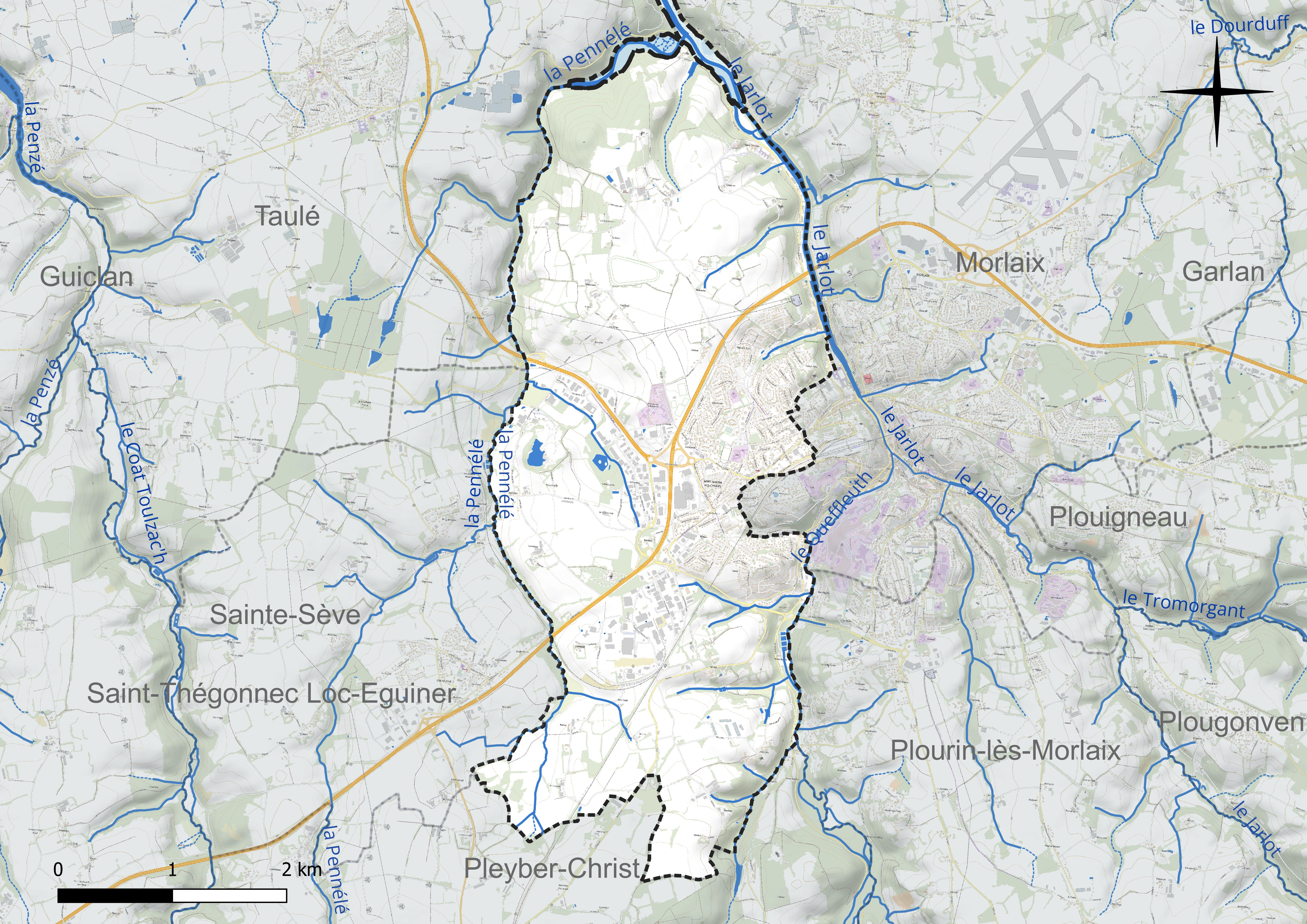
Réseau hydrographique de Saint-Martin-des-Champs.

Le Queffleuth, d'une longueur de 21 km, prend sa source dans la commune de Plounéour-Ménez et se jette  dans le Jarlot à Morlaix, après avoir traversé six communes.  Les caractéristiques hydrologiques du Queffleuth sont données par la station hydrologique située sur la commune de Plourin-lès-Morlaix. Le débit moyen mensuel est de 1,73 m3/s. Le débit moyen journalier maximum est de 25,7 m3/s, atteint lors de la crue du 26 janvier 1995. Le débit instantané maximal est quant à lui de 43,5 m3/s, atteint le 12 décembre 2000.

### Climat
Pour des articles plus généraux, voir Climat de la Bretagne et Climat du Finistère.
En 2010, le climat de la commune est de type climat océanique franc, selon une étude du CNRS s'appuyant sur une série de données couvrant la période 1971-2000. En 2020, Météo-France publie une typologie des climats de la France métropolitaine dans laquelle la commune est exposée à un climat océanique et est dans la région climatique Finistère nord, caractérisée par une pluviométrie élevée, des températures douces en hiver (6 °C), fraîches en été et des vents forts. Parallèlement l'observatoire de l'environnement en Bretagne publie en 2020 un zonage climatique de la région Bretagne, s'appuyant sur des données de Météo-France de 2009. La commune est, selon ce zonage, dans la zone « Monts d'Arrée », avec des hivers froids, peu de chaleurs et de fortes pluies.
Pour la période 1971-2000, la température annuelle moyenne est de 11,3 °C, avec une amplitude thermique annuelle de 10,1 °C. Le cumul annuel moyen de précipitations est de 1 011 mm, avec 15,9 jours de précipitations en janvier et 8 jours en juillet. Pour la période 1991-2020, la température moyenne annuelle observée sur la station météorologique la plus proche, située sur la commune de Pleyber-Christ à 9 km à vol d'oiseau, est de 11,7 °C et le cumul annuel moyen de précipitations est de 1 101,6 mm,. Pour l'avenir, les paramètres climatiques de la commune estimés pour 2050 selon différents scénarios d'émission de gaz à effet de serre sont consultables sur un site dédié publié par Météo-France en novembre 2022.

## Urbanisme
La commune possède une partie rurale importante au nord, à l'ouest et au sud du territoire communal, mais son finage est de plus en plus grignoté par l'urbanisation morlaisienne : lotissements d'habitat pavillonnaire, zone commerciale du Launay, zone industrielle de Kerivin.

### Typologie
Au 1er janvier 2024, Saint-Martin-des-Champs est catégorisée ceinture urbaine, selon la nouvelle grille communale de densité à 7 niveaux définie par l'Insee en 2022.
Elle appartient à l'unité urbaine de Morlaix, une agglomération intra-départementale dont elle est une commune de la banlieue,. Par ailleurs la commune fait partie de l'aire d'attraction de Morlaix, dont elle est une commune de la couronne,. Cette aire, qui regroupe 24 communes, est catégorisée dans les aires de 50 000 à moins de 200 000 habitants,.
La commune, bordée par l'estuaire de Morlaix, est également une commune littorale au sens de la loi du 3 janvier 1986, dite loi littoral. Des dispositions spécifiques d'urbanisme s'y appliquent dès lors afin de préserver les espaces naturels, les sites, les paysages et l'équilibre écologique du littoral, tel le principe d'inconstructibilité, en dehors des espaces urbanisés, sur la bande littorale des 100 mètres, ou plus si le plan local d'urbanisme le prévoit.

### Géologie et relief
Le territoire communal est assez accidenté, les altitudes allant du niveau de la mer (rive gauche de la Rivière de Morlaix) à 112 mètres (à la limite sud de son finage avec Pleyber-Christ près du hameau de Keravel), la mairie se situant à 83 mètres d'altitude. Saint-Martin-des-Champs est pour l'essentiel un morceau du plateau du Léon, morceau de l'ancienne pénéplaine post-hercynienne, limité à l'est et à l'ouest par deux vallées très encaissées, proches du niveau de la mer, en raison de la reprise ultérieure de l'érosion.
Des « schistes carburés », datés probablement du Dévonien, affleurent du côté du manoir de Pennélé.

### Voies de communication et transports

#### Voies de communication
Le territoire communal est zébré par deux axes de transport importants : la voie ferrée Paris-Brest et la voie express RN 12 ainsi que par leurs embranchements respectifs en direction de Saint-Pol-de-Léon et Roscoff (ligne Morlaix - Roscoff, voie express Morlaix-Roscoff), caractéristique commune à de nombreuses communes périurbaines.

#### Transports
La commune est desservie par les lignes urbaines de bus 1, 3, et 4 et par la ligne périurbaine 70 du réseau Linéotim, desservant les communes de Morlaix Communauté.

## Toponymie
Saint-Martin-des-Champs est un hagiotoponyme qui fait référence à Martin de Tours, également surnommé « Saint Martin des champs ». L'église paroissiale est dédiée à saint Martin.
La commune change plusieurs fois de nom pendant la Révolution française (devenant « Saint-Martin-des-Champs », puis « Unité-des-Champs », puis « Martin-des-Champs » avant de reprendre définitivement le nom de « Saint-Martin-des-Champs ». Le bourg initial, auquel la commune doit son nom, continue à faire partie de la commune de Morlaix.
Le nom en breton de la commune est Sant-Martin-war-ar-Maez, ce qui signifie, littéralement, Saint-Martin-à-la-Campagne.

## Histoire

### Antiquité
Des fouilles réalisées en 1871 dans le parc du château de Bagatelle à l'occasion de travaux d'agrandissement ont permis de trouver plusieurs urnes funéraires (de 32 à 34) contenant des ossements calcinés et enterrés peu profondément (à 20 ou 25 cm de la surface du sol). Ces urnes rappelaient par leur forme et leur ornementation (ronds et carrés concentriques, combinaison de lignes et d'étoiles, etc.) une origine gauloise ; des fibules et fragments de bracelets en bronze ont été trouvés également, permettant de dater ces découvertes de l'âge du bronze. Ces objets sont datés probablement de la transition civilisation de Hallstatt final - début de La Tène. Quelques monnaies et objets de l'époque romaine ont aussi été trouvés dans le même endroit (le chemin creux longeant le bois de Bagatelle est une ancienne voie romaine).
Selon le « scriptorium de Tréguier », qui date du XIe siècle, Saint-Martin, qui englobait alors Sainte-Sève, faisait partie de l'ancien Pagus Daudour qui, au sein de l'évêché de Léon, dépendait du royaume de Domnonée. Saint-Martin-des-Champs était à l'origine un prieuré dépendant de l'abbaye de Marmoutier, consacré à saint Martin, fondé par le vicomte de Léon Hervé Ier de Léon (vicomte de Léon) en 1128 qui fit don du bourg alors dénommé « Bourret » aux moines de cette abbaye. Le nom initial alors attribué est Ecclesia Sancti Martini de Monte Relaxo.
En 1790, Saint-Martin devient une commune indépendante dénommée d'abord « Saint-Martin-Campagne », distincte de Morlaix, et se voit attribuer une surface rurale importante.

### Moyen Âge
La paroisse de Saint-Martin a été fondée en 1128 par Hervé II de Léon, qui la donna à l'abbaye de Marmoutier « pour y construire un monastère, un cimetière et un bourg ». Cette donation, ratifiée au concile de Dol par les deux évêques de Léon et de Tréguier [Raoul Ier], qui donnèrent à Marmoutier tout ce que leur église de Saint-Martin possédait ou pourrait acquérir, offre cela de particulier que le comte de Léon stipule « donner depuis le bourg d'un certain Rehalard, et son propre bourg, avec les vassaux ». L'un de ces bourgs se nommait "Bourret" et le faubourg de Morlaix, où est sise l'église Saint-Martin, ainsi que la porte qui y conduit, ont retenu ce nom.
Le monastère de Saint-François de Cuburien a été le centre principal d'activité de la paroisse pendant tout le Moyen Âge.

### Époque moderne
À la Montre de Lesneven en 1481, 21 nobles sont recensés venant de la paroisse de Saint-Martin (alors de Morlaix), y compris ceux de Sainte-Sève, alors simple trève de la paroisse de Saint-Martin.
Depuis le XIIe siècle, Saint-Martin-des-Champs était l'une des trois paroisses de Morlaix, l'église paroissiale étant édifiée en 1485 et fut endommagée par la foudre en 1751 ; on en rebâtit une dans le style moderne, aux frais des paroissiens ; M. Resnard, ingénieur de la province, fut chargé de ce travail ; pendant cette construction, qui dura plusieurs années, les cloches furent installées dans les arbres du cimetière, et le culte fut célébré dans la chapelle Notre-Dame-des-Vertus. L'église nouvellement construite fut à nouveau frappée par la foudre en 1771. Le recteur de la paroisse n'avait que le titre de vicaire perpétuel du prieur ; ce dernier jouissait de la dîme du prieuré de Saint-Martin et payait au curé la portion congrue.
Le bourg initial, le quartier de l'église Saint-Martin, dépend désormais de la ville de Morlaix dont elle était traditionnellement un quartier.
Au XVIIe siècle, la châtellenie de Daoudour est subdivisée en deux juridictions : celle de "Daoudour-Landivisiau", dite aussi "Daoudour-Coëtmeur", qui avait son siège à Landivisiau et comprenait Plouvorn et ses trèves de Mespaul et Sainte-Catherine, Plougourvest et sa trève de Landivisiau, Guiclan, Saint-Thégonnec, Guimiliau, Lampaul-Bodénès, Pleyber-Christ, Commana et sa trève de Saint-Sauveur, Plounéour-Ménez et pour partie Plouénan ; et celle de "Daoudour-Penzé", qui avait son siège à Penzé et comprenait Taulé et ses trèves de Callot, Carantec, Henvic et Penzé, Locquénolé, Saint-Martin-des-Champs et sa trève de Sainte-Sève.
En 1759, une ordonnance de Louis XV ordonne à la paroisse de Saint-Martin (qui dépendait alors de Morlaix) de fournir 27 hommes et de payer 177 livres pour « la dépense annuelle de la garde-côte de Bretagne ».

### Révolution française et Empire
La partie rurale de la paroisse Saint-Martin de Morlaix est érigée en commune indépendante en 1790 (et provisoirement renommée « Marat-aux-Champs » en 1793), mais l'église Saint-Martin est restée sur le territoire de la commune de Morlaix.

### LeXIXesiècle

#### La création de la commune
A. Marteville et P. Varin, continuateurs d'Ogée, décrivent ainsi la création de la commune :

« Saint-Martin-des-Champs, paroisse formée d'une des trois anciennes paroisses de Morlaix, Saint-Mathieu, Saint-Melaine et Saint-Martin. Les deux premières étaient, avant 1790, dans l'évêché de Tréguier ; la troisième dans celui du Léon. Elles furent réunies en 1790 et n'en formèrent plus qu'une ; mais lors du Concordat de 1801, on sépara de nouveau la paroisse Saint-Martin, qui est devenue commune, et qui porte dans le pays breton le nom de Sant-Martin-ar-Maez, dont le nom officiel n'est qu'une traduction littérale. »

#### Saint-Martin-des-Champs en 1845
Les mêmes auteurs décrivent en ces termes la commune en 1845 :

« Principaux villages : Rosarc'hoat, le Troholan, Penquer, Grand et Petit-Kevin, le Cosquer, Launay, Rothalan, Bihan, Brévennec, le Bigodou, Kerolzévec. Superficie totale : 1562 hectares, dont (...) terres labourables 674 ha, prés et pâtures 136 ha, bois 100 ha, canaux et étangs 20 ha, landes et incultes 468 ha (...). Moulins : 5 (de Kervaen, de Pennelé, à eau). Cette commune (...) faisait jadis partie de Morlaix ; aussi a-telle entraîné avec elle, mais pour le culte seulement, la partie de la ville dont elle était jadis paroisse. (...). Le territoire de Saint-Martin renferme les châteaux de Kerburien, de Kerjourdren et une partie de la Manufacture des tabacs de Morlaix ; on y voit aussi l'ancien couvent des Récollets, dits de Saint-François de Cuburien (...), [les] chapelles Saint-Augustin et Sainte-Madeleine. L'acte de fondation de Saint-Martin mentionne ces deux chapelles comme ajoutées au prieuré. La première existait encore en 1790, sur le coteau de la rive gauche du Queffleut ; elle n'avait rien de remarquable. L'autre existait, dit-on, sur l'emplacement où est aujourd'hui une petite chapelle, à 600 m de Morlaix, sur la route de Saint-Pol-de-Léon (...). La chapelle de Notre-Dame-des-Vertus, fondée en 1445, existait dans la partie nord du cimetière de Saint-Martin, près de l'entrée du perron qui donne sur la place. Sous cette chapelle était une crypte où l'on voyait un saint sépulcre entouré de personnages un peu moins grands que nature. C'était un objet de dévotion publique. Elle a été détruite. On parle le breton et le français »

#### Saint-Martin-des-Champs à la fin duXIXesiècle
La Grande Encyclopédie de 1885 indique à Saint-Martin-des-Champs comme activités industrielles une fonderie de fer et la fabrication de savons et de bougies. Le Dictionnaire géographique d'Adolphe Joanne y ajoute en 1890 des tanneries et des tonnelleries.
Benjamin Girard décrit ainsi Saint-Martin-des-Champs en 1889 :

« Saint-Martin-des-Champs (...) offre le singulier exemple d'une commune sans chef-lieu. Cette commune dépend, tout entière, de la paroisse Saint-Martin de Morlaix qui, avant 1789, était un prieuré de l'abbaye de Marmoutier ; elle comprenait tout le territoire de Saint-Martin, avec Sainte-Sève, sa trève, et la partie du territoire de Morlaix située à l'ouest du Queffleut. (...) Située sur la rive gauche de la Rivière de Morlaix, la commune de Saint-Martin-des-Champs possède un certain nombre de châteaux, dont les principaux sont ceux de Lannigou, Lannuguy, Pennelé et Portzantrès. »

L'arrivée du chemin de fer bouleverse son paysage dans la seconde moitié du XIXe siècle, le relief imposant que la voie ferrée de Paris à Brest traverse en tranchée profonde (à l'est, près de la gare de Morlaix), ou au contraire en remblai (dans la partie sud) le territoire communal en conséquence coupé en deux avec quelques rares points de franchissement. L'embranchement ferroviaire vers Roscoff est également situé dans la partie sud du territoire communal. L'ancienne usine à gaz qui desservait Morlaix était également située sur le territoire de Saint-Martin-des-Champs.
En 1890, Saint-Martin-des-Champs possède une école publique ainsi qu'une école privée tenue par les Sœurs de Saint-Augustin.
En 1899, Saint-Martin-des-Champs fait partie des dix-huit seules communes du département du Finistère à déjà posséder une société d'assurance mutuelle, forte de 48 adhérents, contre la mortalité des animaux de ferme, qui assure les chevaux et les bêtes à cornes.

### LeXXesiècle
La voie express RN 12 contourne par l'ouest et le nord la ville de Morlaix et traverse en son milieu et en diagonale le territoire communal avec là encore peu de points de franchissement :deux passages routiers inférieurs seulement dont celui de la route longeant la Rivière de Morlaix ainsi que deux échangeurs routiers importants, l'échangeur de Saint-Martin et l'échangeur de Bagatelle, à l'origine des zones industrielles et commerciales avoisinantes. Le viaduc routier de Morlaix, qui enjambe la Rivière de Morlaix, prend appui pour son extrémité ouest, sur le territoire communal de Saint-Martin-des-Champs.

## Politique et administration

### Administration municipale
Le nombre d'habitants au dernier recensement étant compris entre 3 500 et 4 999, le nombre de membres du conseil municipal est de 27.

## Population et société

### Démographie

#### Évolution démographique
L'évolution du nombre d'habitants est connue à travers les recensements de la population effectués dans la commune depuis 1793. Pour les communes de moins de 10 000 habitants, une enquête de recensement portant sur toute la population est réalisée tous les cinq ans, les populations de référence des années intermédiaires étant quant à elles estimées par interpolation ou extrapolation. Pour la commune, le premier recensement exhaustif entrant dans le cadre du nouveau dispositif a été réalisé en 2006.

En 2022, la commune comptait 4 792 habitants, en évolution de +4,04 % par rapport à 2016 (Finistère : +2,16 %, France hors Mayotte : +2,11 %).
| 1793 | 1800 | 1806 | 1821 | 1831 | 1836  | 1841  | 1846  | 1851  |
| ---- | ---- | ---- | ---- | ---- | ----- | ----- | ----- | ----- |
| 897  | 846  | 309  | 944  | 975  | 1 053 | 1 334 | 1 305 | 1 289 |

| 1856  | 1861  | 1866  | 1872  | 1876  | 1881  | 1886  | 1891  | 1896  |
| ----- | ----- | ----- | ----- | ----- | ----- | ----- | ----- | ----- |
| 1 446 | 1 366 | 1 396 | 1 450 | 1 564 | 1 596 | 1 697 | 1 786 | 1 842 |

| 1901  | 1906  | 1911  | 1921  | 1926  | 1931  | 1936  | 1946  | 1954  |
| ----- | ----- | ----- | ----- | ----- | ----- | ----- | ----- | ----- |
| 2 019 | 2 068 | 2 015 | 1 905 | 2 027 | 2 276 | 2 507 | 2 716 | 2 534 |

| 1962  | 1968  | 1975  | 1982  | 1990  | 1999  | 2006  | 2011  | 2016  |
| ----- | ----- | ----- | ----- | ----- | ----- | ----- | ----- | ----- |
| 2 685 | 3 086 | 4 617 | 5 170 | 4 933 | 4 709 | 4 706 | 4 714 | 4 606 |

| 2021  | 2022  | - | - | - | - | - | - | - |
| ----- | ----- | - | - | - | - | - | - | - |
| 4 750 | 4 792 | - | - | - | - | - | - | - |

La population de la commune a été multipliée par 5,4 en 215 ans entre 1793 et 2008, ce qui est à la fois beaucoup et peu : beaucoup pour une commune rurale (nombre d'entre elles ont même vu leur population péricliter pendant cette période), peu pour une commune périurbaine (la population de ces communes ayant souvent été multipliée beaucoup plus fortement pendant la même période), ce qui s'explique par l'ambivalence de la commune, à la fois rurale et périurbaine, et aussi par le faible dynamisme démographique de la ville-centre de Morlaix. Si la commune a vu sa population la plupart du temps augmenter, des périodes de déclin démographique se remarquent, par exemple entre 1906 et 1921 (- 163 habitants en 15 ans), entre 1954 et 1962 (- 182 habitants en 8 ans) et surtout entre 1982 et 2006 (- 464 habitants en 24 ans), période pourtant caractérisée presque partout en France par l'essor de la périurbanisation. La commune a connu quand même des périodes d'essor démographique important, particulièrement entre 1921 et 1982 : elle a alors gagné 3 265 habitants en 61 ans (+ 171 %), soit un rythme moyen annuel légèrement supérieur à + 50 personnes/an.

#### Évolution du rang démographique
| selon la population municipale des années : | 1968 | 1975 | 1982 | 1990 | 1999 | 2006 | 2009 | 2013 |
| Rang de la commune dans le département      | 52   | 33   | 31   | 31   | 32   | 37   | 37   | 38   |
| Nombre de communes du département           | 286  | 283  | 283  | 283  | 283  | 283  | 283  | 283  |

En 2017, Saint-Martin-des-Champs était la 38e commune du département en population avec ses 4 606 habitants (territoire en vigueur au 1er janvier 2020), derrière Locmaria-Plouzané (37e avec 5 076 habitants) et devant Milizac-Guipronvel (39e avec 4 478 habitants).
En 2016, elle était également la 2 357e commune en population au niveau national, derrière Ludon-Médoc et devant Blénod-lès-Pont-à-Mousson.

### Santé
L'hôpital le plus proche est le Centre Hospitalier des Pays de Morlaix, qui se trouve dans la commune voisine de Morlaix.

### Sports
- ASSM Football, club de football basé à Saint-Martin-des-Champs dont l'équipe première joue en Régional 2 de la ligue de Bretagne de football pour la saison 2018-2019.

### Cultes
Dépourvu d'église, Saint-Martin-des-Champs abrite cependant une mosquée depuis 2013. Le 13 janvier 2024, cette dernière est la cible d'une tentative d'incendie criminel pendant la prière de l'aube.

## Culture locale et patrimoine

### Lieux et monuments

#### Monuments religieux
Le monastère de Saint-François de Cuburien a été fondé par Alain IX de Rohan le 17 octobre 1458. Le couvent des Cordeliers est occupé par une communauté de sœurs augustines hospitalières, venue de Quimper en 1834 ; le Monastère Notre-Dame de la Victoire appartient à la Congrégation des Augustines de la Miséricorde de Jésus. Le site des sœurs Augustines.
Plusieurs chapelles existent : la chapelle Sainte-Anne, dépend du château de Kerivin ; la chapelle Saint-Joseph date de 1867 ; la chapelle de Bagatelle, dédiée à sainte Anne ; l'actuelle chapelle Notre-Dame des Vertus, située à Portzmeur, date de 1925 ; la chapelle Notre-Dame des Anges a été édifiée en 1954 en souvenir du bombardement du viaduc ferroviaire de Morlaix le 29 janvier 1943, au cours duquel 32 enfants et une religieuse sont tués.
Plusieurs chapelles ont disparu : la chapelle Notre-Dame-des-Vertus était située dans l'ancien cimetière ; la chapelle de Pennelé ; la chapelle Saint-Germain ; la chapelle de la Salette à Cuburien.
Saint-Martin-des-Champs est l'une des deux seules communes de Bretagne qui ne possèdent pas d'église. Cela est dû à la division, en 1790, de la paroisse Saint-Martin-des-Champs en deux quand la partie rurale est devenue en 1790 la nouvelle commune de Saint-Martin-des-Champs tandis que la partie urbaine, le quartier de l'église Saint-Martin, est resté à Morlaix.

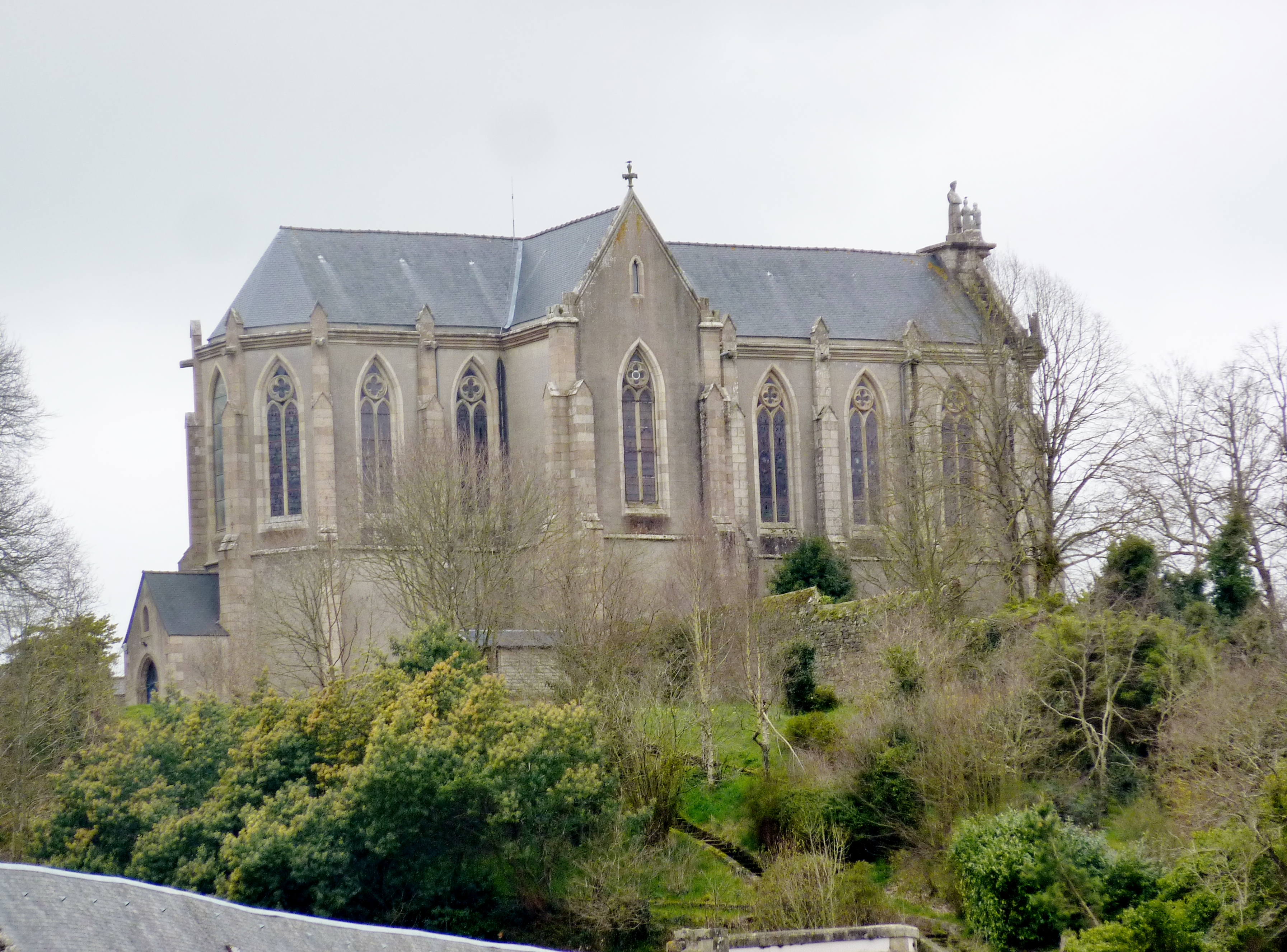
Chapelle de la Salette.
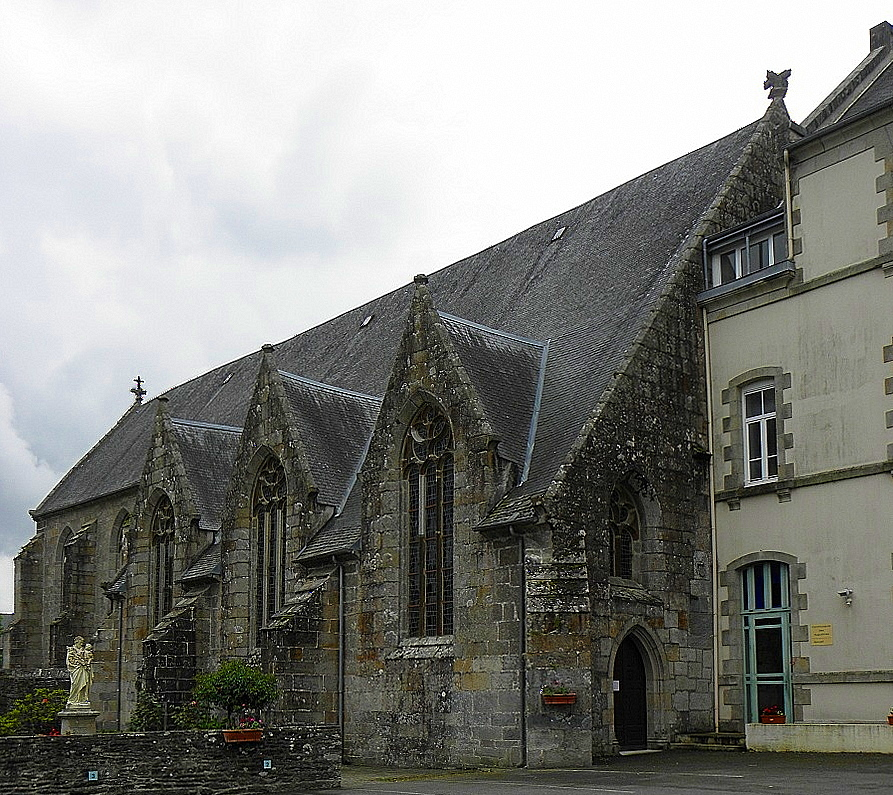
Couvent de Cuburien.
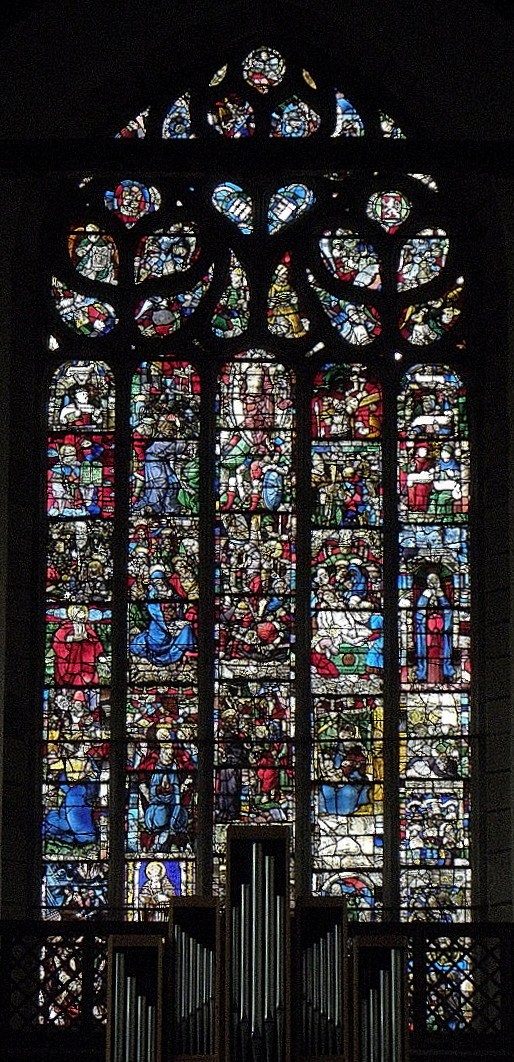
Maîtresse vitre du couvent.

#### Sites et monuments civils
Saint Martin-des-Champs possède plusieurs châteaux :

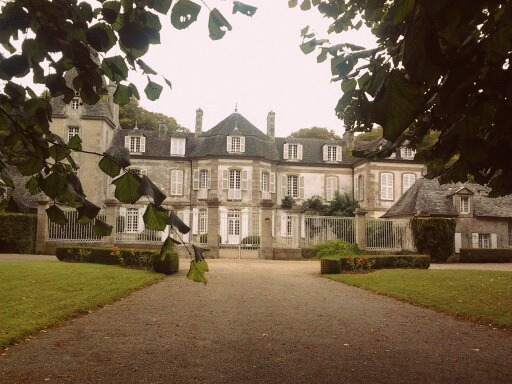
Château de Bagatelle.

- Le château de Bagatelle et son parc (propriété privée fermée à la visite). Ce manoir de style Louis XV, s'appela d'abord « manoir de Carman » et fut édifié par le marquis de Moran, comte de Penzez (Penzé) mais la première trace écrite le concernant dont on dispose remonte à 1754 (le château est alors propriété de Pierre de Jollivet, seigneur des Isles). Antérieurement, c'était sans doute un rendez-vous de chasse des Princes du Léon[62]. La partie centrale présente un corps saillant de forme octogonale. Deux pavillons rectangulaires flanquent le bâtiment aux extrémités. Les fenêtres de la façade ainsi que les boiseries intérieures sont caractéristiques de l'époque Louis XV. Un jardin à la française, construit selon les plans de Le Nôtre, se trouve devant sa façade ouest. Les façades et toitures, le parc ainsi que la grille d'entrée sont classés (inscription par l'arrêté du 20 septembre 1946). Ce château fut au début du XXe siècle la propriété d'Edmond Puyo, alors maire de Morlaix et président de la Société archéologique locale.
- Le château de Porzantrez (Porz-an-Trez)[63] : l'actuel date de 1847, mais a remplacé une construction précédente construite en 1777 par Pierre-Louis Mazurié de Pennaneac'h, qui fut maire de Morlaix entre 1782 et 1783.
- Le château de Lannuguy[64], maison natale de Charles de Kergariou, domine l'estuaire du Donant, qui se jette dans la Rivière de Morlaix : l'actuel date de 1850, mais a remplacé une construction antérieure qui fut propriété sous l'Ancien Régime des ancêtres de Théodore Hersart de La Villemarqué et de son père Pierre Hersart de La Villemarqué, dernier lieutenant du roi au Château du Taureau.
- Le château du Bonnou date du XVIIIe siècle et surplombe la Rivière de Morlaix, mais ce fut aussi initialement un rendez-vous de chasse. Le château appartint au début du XXe siècle à la famille Le Bihan de Pennélé jusque vers 1930[65].
- Le château de Tréoudal - il date des XVIIIe – XXe siècles. Étienne de Perier s'y éteint en 1766.
- Les Manoirs : Le manoir de Pennélé : cet ancien domaine seigneurial fut propriété des familles Le Bihan[66], puis Langle. Le bâtiment actuel date pour l'essentiel du XVIIIe siècle même s'il comprend des éléments antérieurs datant du XVe siècle[67]. Une tourelle est conservée à proximité ainsi que le colombier. Sa chapelle, de petite dimension, est consacrée à Notre-Dame de Pitié et a conservé son mobilier et ses statues[68]. Les manoirs de Tréoudal, Porsmeur et Kerlan.
- Les anciens manoirs disparus de Bigodou (remplacé par l'actuelle gentilhommière de Saint-Germain construite à la fin du XIXe siècle par Charles de Kerever de Keromnès), Kervaon et Val-Kerret.
- Cinq moulins, qui se trouvent le long de la Pennélé (ancien moulin de Pennélé par exemple) ou du Queffleuhh (Ar Vilin Van et le moulin de Kervaon par exemple).

### Équipements culturels

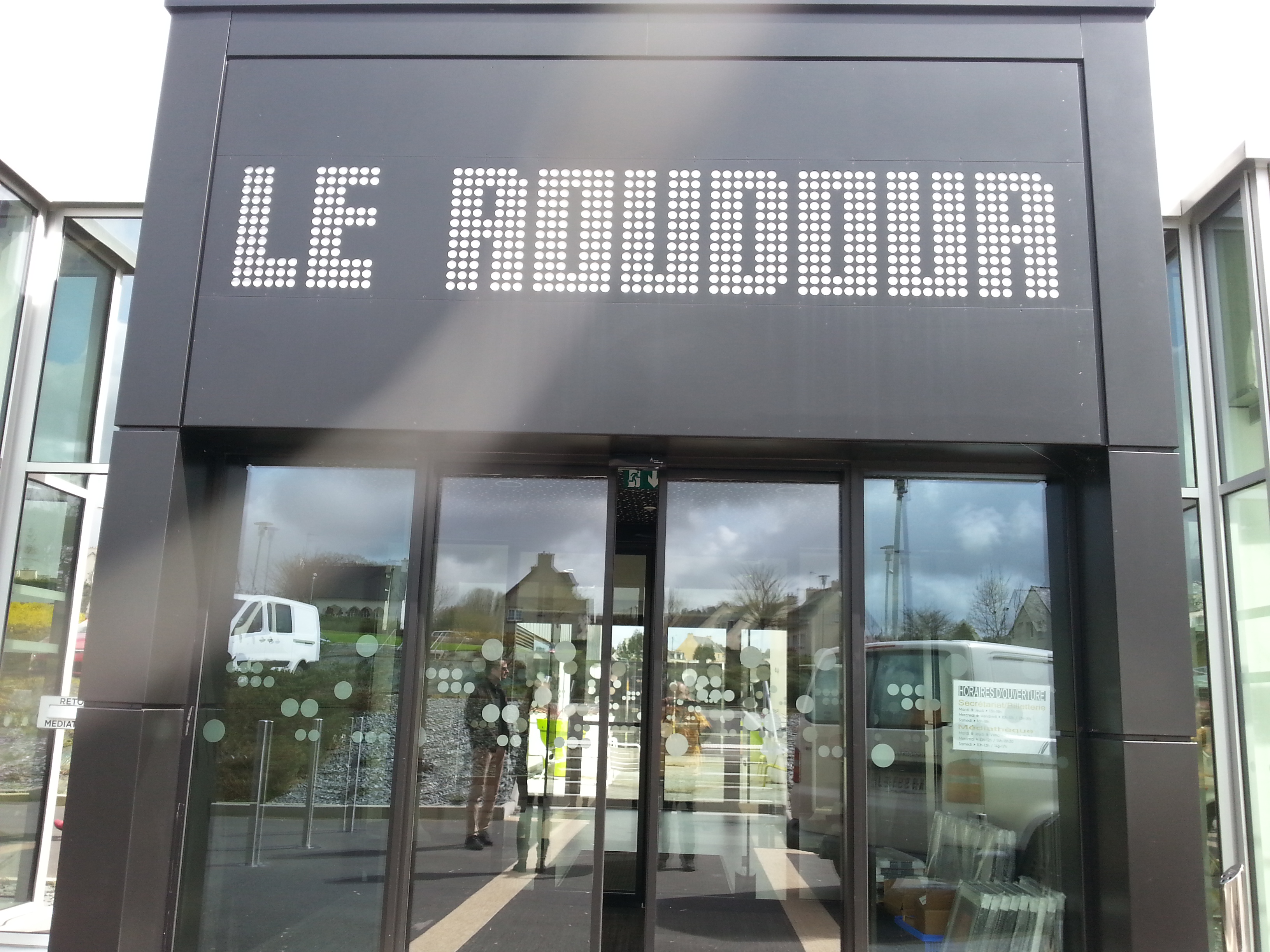
L'espace culturel du Roudour.

L'espace du Roudour associe depuis 2014 la salle de spectacle construite en 2000 et une nouvelle médiathèque municipale (la première date de 1978) dans un pôle culturel. Il accueille dans son hall des expositions temporaires.

### Langue bretonne
L'adhésion à la charte Ya d'ar brezhoneg a été votée par le Conseil municipal le 27 octobre 2005.
La commune a reçu le label de niveau 1 de la charte le 10 avril 2008.
À la rentrée 2016, 50 élèves étaient scolarisés dans la filière bilingue publique (soit 14,5 % des enfants de la commune inscrits dans le primaire).

### Personnalités liées à la commune
- Étienne de Perier dit Perier l'Aîné est un noble français, gouverneur colonial de la Louisiane française, corsaire, lieutenant-général des armées navales et grand-croix de l'ordre royal et militaire de Saint-Louis. Né le 27 février 1686 à Brest Recouvrance et mort le 1er avril 1766 au château de Tréoudal à Saint-Martin-des-Champs.
- Charles de Kergariou (1899-1956), peintre breton, y est né.
- La branche aînée de la Maison de Rohan, Princes de Léon, héritiers par mariage des Seigneurs de Léon, suzerains et premiers propriétaires des lieux, dont est issu le comte de Penzé.
- Louise de Kergariou (1854-1915), la fondatrice d'un des premiers centres héliomarins, le sanatorium de Perharidy à Roscoff.
- Marc Bécam (1931-2021), personnalité politique française.
- Constant Puyo, photographe, y est inhumé.

### Héraldique
| Blason de Saint-Martin-des-Champs | Blason  | D'argent à la roue d'engrenage de gueules de quatre rais assemblés en croix, au mantel de gueules chargé de cinq besants d'or ordonnés 3 et 2. Ornements extérieursSouligné par un listel portant la devise « Madelez ha Nerz » (bonté et force). |
| Blason de Saint-Martin-des-Champs | Détails | Conception : J.E.Benoiston ; dessin original de Yann Nicolas. Déposé en préfecture le 5 avril 1978. |